# Urania Speciale
Urania Speciale, Urania Speciali (o Speciali di Urania) è una collana editoriale Mondadori di genere fantastico e fantascientifico parallela a quella di Urania, dedicata alla pubblicazione di numeri extra o speciali, cioè fuori dalla numerazione della serie principale e senza una cadenza regolare, a partire dal 1998. Dal 2013 riprende le pubblicazioni come Urania Jumbo.

## Storia editoriale
Gli Speciali sono pubblicati come supplemento a vari numeri della serie regolare di Urania a partire dall'agosto 1998. Dal numero 10 assumono una propria numerazione. In precedenza erano stati pubblicati dei numeri "bis" (otto uscite nell'arco di un anno dal 1963 al 1964), che non sono stati compresi nella numerazione, mentre in seguito, per un breve periodo tra il 1995 e il 1996, era stata pubblicata la collana Uraniargento.
Oltre a pubblicare romanzi di fantascienza come la serie principale, tra gli Speciali sono state pubblicate anche opere di genere horror e fantasy.
Dal punto di vista grafico, gli speciali oltre al formato riprendono nella maggior parte delle uscite l'impostazione in vigore al momento nella serie principale, con varie eccezioni (tra cui gli Urania Horror, che divennero in seguito una collana a parte).
Dal 2013, con la pubblicazione de Il fiume degli dei di Ian McDonald, la collana ha assunto il nome di Urania Jumbo, 
riprendendo la vecchia numerazione dal numero 40 (che si era fermata, nel dicembre 2009, al n.39 con il romanzo Il quinto principio di Vittorio Catani) e dedicandosi alla pubblicazione di "grandi romanzi inediti in edizione integrale", ovvero libri che per la loro mole non trovano posto nella serie regolare di Urania. Nel 2018 la pubblicazione si evolve acquisendo caratteristiche piuttosto da libreria che da edicola, per come dal blog di Urania è riportato : ....Del tutto nuova, invece, “Urania Jumbo”, che da febbraio diventerà una collana a sé stante registrata in tribunale, non più un supplemento di “Urania”, con periodicità (per il momento) trimestrale, ovvero capace di offrire ai lettori un volume ogni tre mesi, per un totale di quattro titoli all’anno, che saranno in edicola a febbraio, maggio, agosto e novembre. “Urania Jumbo” si alternerà alle uscite di Urania Millemondi (marzo, luglio e dicembre) e affiancherà le tradizionali pubblicazioni mensili delle due collane principali, “Urania” e “Urania Collezione”....... riprendendo la numerazione dal numero 1. Da gennaio 2020 diventa bimestrale , per passare poi, nel gennaio 2021, alla pubblicazione mensile.

## Elenco delle uscite

### Urania Speciale
1. La sfera spezzata (The Shattered Sphere) di Roger MacBride Allen, supplemento a Urania n. 1342, 16/08/98
2. Vampiri (Vampire$) di John Steakley, supplemento a Urania n. 1347, 25/10/98
3. I figli di Beowulf (Beowulf's Children) di Larry Niven, Jerry Pournelle e Stephen Barnes, supplemento a Urania n. 1350, 06/12/98 [4]
4. Il mondo rubato di Sergio Valzania, supplemento a Urania n. 1358, 28/03/99
5. La perla alla fine del mondo di Luca Masali, supplemento a Urania n. 1362, 23/05/99
6. Y2K (Y2K: It's Already Too Late) di Jason Kelly, supplemento a Urania n. 1373, 24/10/99
7. Existenz (eXistenZ) di Christopher Priest, trasposizione letteraria dell'omonimo film, supplemento a Urania n. 1374, 07/11/99
8. Aidoru (Idoru) di William Gibson, supplemento a Urania n. 1384, 26/03/00
9. Le potenze dello spazio (Rogue Powers) di Roger MacBride Allen, supplemento a Urania n. 1388, 21/05/00
10. La macchina magica di Sergio Valzania, supplemento a Urania n. 1394, 13/08/00
11. Frank Carlucci Investigatore (Carlucci's Heart) di Richard Paul Russo, supplemento a Urania n. 1399, 08/10/00
12. Cinquant'anni di futuro di autori vari, supplemento a Urania n. 1450, 06/10/02
13. Floyd Frugo - Una favola no-global di Vincenzo Onorato, supplemento a Urania n. 1469, 02/07/03
14. (sostituito da Urania Fantasy n.3)[5]
15. (sostituito da Urania Fantasy n.4)[5]
16. Il salmone del dubbio di Douglas Adams, 6 maggio 2004
17. (sostituito da Urania Fantasy n.5)[5]
18. Destinazione: 31º secolo di Robert Silverberg, settembre 2004
19. Mille e una galassia di David G. Hartwell, dicembre 2004 (antologia di racconti)
20. (sostituito da Urania Fantasy n.6, febbraio 2005)[5]
21. Red Brain di Dashiell Hammett, aprile 2005
22. L'oceano del tempo di Roger MacBride Allen, maggio 2005
23. Qualche goccia del tuo sangue di Theodore Sturgeon, agosto 2005
24. (sostituito da Urania Fantasy n.7, dicembre 2005)
25. L'altra realtà di Giulio Cesare Giacobbe, dicembre 2005
26. Luce dell'universo di M. John Harrison, febbraio 2006
27. I cavalieri del tempo di Kage Baker, aprile 2006
28. (sostituito da Urania Le Grandi Saghe n.1, luglio 2006)
29. (sostituito da Urania Fantasy n.8, luglio 2006)
30. (sostituito da Urania Fantasy n.9, dicembre 2006)
31. Doom di John Shirley, febbraio 2007
32. Contro ogni nemico di Elizabeth Moon, aprile 2007
33. Underworld (Underworld, #1) di Greg Cox, giugno 2007
34. Underworld - Nemici di sangue (Underworld, #2) di Greg Cox, settembre 2007
35. I computer dell'apocalisse di Gianluigi Zuddas, novembre 2007
36. Underworld: Evolution (Underworld, #3) di Greg Cox, dicembre 2007
37. Darkest Days. I giorni della fine di Stanley Gallon, giugno 2008
38. Il meglio della SF. L'Olimpo dei classici moderni di Gardner R. Dozois, dicembre 2008 (antologia di racconti)
39. Il quinto principio di Vittorio Catani, dicembre 2009
40. Il fiume degli dei di Ian McDonald, supplemento a Urania 1596, luglio 2013 (pubblicato come Urania Jumbo)
41. Redemption Ark di Alastair Reynolds, supplemento a Urania 1608, luglio 2014 (pubblicato come Urania Jumbo)
42. Absolution Gap di Alastair Reynolds, supplemento a Urania 1620, luglio 2015 (pubblicato come Urania Jumbo)
43. Il segreto di Rama di Arthur C. Clarke e Gentry Lee, supplemento a Urania 1632, luglio 2016 (pubblicato come Urania Jumbo)
44. La città del cratere di Alastair Reynolds, supplemento a Urania 1644, luglio 2017 (pubblicato come Urania Jumbo)
45. Mya di Mondo9 di Dario Tonani, Urania speciale anniversario, luglio 2022
46. Spirito di Napa Tei di Lars Schlichting, Urania speciale (senza numero, indicato come supplemento al N° 1716 di Urania), luglio 2023
47. Macchine, IA e robot di AA.VV., Urania speciale; racconti di: Cyberscrivens, Davia, Del Popolo Riolo, Di Orazio, Drago, Loconte, Manzini, Mecenero, Tabacco, Torba, Verri, luglio 2024
48. Tecnologie del futuro di AA.VV., Urania speciale; racconti di: Paolo Aresi, Marco Passarello, Lukha B. Kremo, Serena M. Barbacetto, Fabio Aloisio, Franci Conforti, Franco Ricciardiello, Irene Drago, Salvatore Sanfilippo, Dario De Marco, Alessandro Forlani, Andrea Viscusi, Alessandro Vietti, luglio 2025

### Urania Jumbo
1. Entoverse (Entoverse, 1991) di James P. Hogan, nuova collana: Urania Jumbo 1, febbraio 2018[6][7]
2. Coyote Estrema Frontiera (Coyote Frontier, 2005) di Allen Steele, nuova collana: Urania Jumbo 2, maggio 2018
3. Luna nuova (Luna-New Moon, 2015) di Ian McDonald, nuova collana: Urania Jumbo 3 , agosto 2018.[8]
4. Missione su Minerva (Mission to Minerva, 2005) di James P. Hogan nuova collana: Urania Jumbo 4 , novembre 2018[9]
5. Luna piena (Luna-Wolf Moon, 2017) di Ian McDonald, nuova collana: Urania Jumbo 5 , febbraio 2019.[8]
6. Luna crescente (Luna-Moon Rising, 2019) di Ian McDonald, nuova collana: Urania Jumbo 6 , maggio 2019.[8]
7. Inverso (The Peripheral, 2014) di William Gibson, nuova collana: Urania Jumbo 7 , agosto 2019.
8. Obiettivo Marte (The Martian Race, 1999) di Gregory Benford, nuova collana: Urania Jumbo 8 , novembre 2019.
9. Le città volanti (Cities in Flight, 2020 come raccolta) di James Blish, nuova collana: Urania Jumbo 9 , gennaio 2020.[10]
10. Ancillary Justice (Ancillary Justice, 2013) di Ann Leckie, nuova collana: Urania Jumbo 10, marzo 2020.[11][12]
11. La Terra infranta (Broken Land, 1992) di Ian McDonald, nuova collana: Urania Jumbo 11, aprile 2020.
12. La quinta stagione (The Fifth Season, 2015) di N. K. Jemisin, nuova collana: Urania Jumbo 12, luglio 2020[13]
13. Il giardino di Rama (The Garden of Rama, 1991) di Arthur C. Clarke e Gentry Lee, nuova collana: Urania Jumbo 13, settembre 2020
14. Il segno dell'alleanza (Captain Vorpatril's Alliance, 2012) di Lois McMaster Bujold, nuova collana: Urania Jumbo 14, novembre 2020
15. Naila di Mondo9 di Dario Tonani, nuova collana: Urania Jumbo 15, gennaio 2021[14]
16. Ancillary Sword (Ancillary sword, 2014) di Ann Leckie, nuova collana: Urania Jumbo 16, febbraio 2021[12]
17. Il portale degli obelischi (The Obelisk Gate, 2016) di N. K. Jemisin, nuova collana: Urania Jumbo 17, marzo 2021[13]
18. Le cronache di Medusa (Medusa Chronicles, 2016) di Alastair Reynolds e Stephen Baxter, nuova collana: Urania Jumbo 18, aprile 2021
19. Binti - la trilogia (Binti, The Complete Trilogy, 2019) di Nnedi Okorafor, nuova collana: Urania Jumbo 19, maggio 2021
20. Ancillary - Mercy (Ancillari-Mercy, 2015) di Ann Leckie, nuova collana: Urania Jumbo 20, giugno 2021[12]
21. Blackout (Blackout, 2010) di Connie Willis, nuova collana: Urania Jumbo 21, luglio 2021[15]
22. All Clear (All Clear, 2010) di Connie Willis, nuova collana: Urania Jumbo 22, agosto 2021[15]
23. La regina rossa (Gentleman Jole and the Red Queen, 2015) di Lois McMaster Bujold, nuova collana: Urania Jumbo 23, settembre 2021
24. I fuochi di Elysium (Elysium fire, 2018) di Alastair Reynolds, nuova collana: Urania Jumbo 24, ottobre 2021
25. Salvation L'arca della salvezza (Salvation, 2018) di Peter F. Hamilton, nuova collana: Urania Jumbo 25, novembre 2021[16].
26. Aquarius di Claudio Vastano, nuova collana: Urania Jumbo 26, dicembre 2021[17]
27. Radicalized (Radicalized, 2019 come Raccolta) di Cory Doctorow, nuova collana: Urania Jumbo 27, gennaio 2022
28. I giorni di Cyberabad (Cyberabad Days, 2009) di Ian McDonald, nuova collana: Urania Jumbo 28, febbraio 2022
29. Il cielo di pietra (The Stone Sky, 2017) di N. K. Jemisin, nuova collana: Urania Jumbo 29, marzo 2022[13]
30. Salvation: La rovina dei mondi (Salvation Lost, 2019) di Peter F. Hamilton, nuova collana: Urania Jumbo 30, aprile 2022[16].
31. Il sangue delle madri di Francesca Cavallero, nuova collana: Urania Jumbo 31, maggio 2022
32. Provenance (Provenance, 2017) di Ann Leckie, nuova collana: Urania Jumbo 32, giugno 2022
33. Ready Player One (Ready Player One, 2011) di Ernest Cline, nuova collana: Urania Jumbo 33, luglio 2022
34. L'alternativa Oppenheimer (The Oppenheimer Alternative, 2020) di Robert J. Sawyer, nuova collana: Urania Jumbo 34, agosto 2022
35. Salvation: La fine dei tempi (The Saints of Salvation, 2020) di Peter F. Hamilton, nuova collana: Urania Jumbo 35, settembre 2022[16].
36. RED: Il processo (The Trials, 2015) di Linda Nagata, nuova collana: Urania Jumbo 36, ottobre 2022[18]
37. La costa dei barbari (The wild Shore, 1984) di Kim Stanley Robinson, nuova collana: Urania Jumbo 37, novembre 2022 [19]
38. Galactic North (Galactic North, 2006) di Alastair Reynolds, nuova collana: Urania Jumbo 38, dicembre 2022
39. La terra sull'abisso (Earth abides: a Novel, 1949) di George R. Stewart, nuova collana: Urania Jumbo 39, gennaio 2023
40. L'undicesimo portale (The Eleventh Gate, 2020) di Nancy Kress, nuova collana: Urania Jumbo 40, febbraio 2023
41. RED: La caduta (Going Dark, 2015) di Linda Nagata, nuova collana: Urania Jumbo 41, marzo 2023[18]
42. La costa delle palme (The gold Coast, 1988) di Kim Stanley Robinson, nuova collana: Urania Jumbo 42, aprile 2023 [19]
43. Il gioco di Ender (Ender's Game, 1985) di Orson Scott Card, nuova collana: Urania Jumbo 43, maggio 2023
44. Fondazione: La paura (Foundation's Fear, 1997) di Gregory Benford, nuova collana: Urania Jumbo 44, giugno 2023
45. Fondazione: Il caos (Foundation and Chaos, 1998) di Greg Bear, nuova collana: Urania Jumbo 45, luglio 2023
46. Fondazione: Il trionfo (Foundation's Triumph, 1999) di David Brin, nuova collana: Urania Jumbo 46, agosto 2023
47. Gravity (Gravity, 1999) di Tess Gerritsen, nuova collana: Urania Jumbo 47, settembre 2023
48. La costa del Pacifico (Pacific Edge, 1988) di Kim Stanley Robinson, nuova collana: Urania Jumbo 48, ottobre 2023 [19]
49. Rama II (Rama II, 1989) di Arthur C. Clarke e Gentry Lee, nuova collana: Urania Jumbo 49, novembre 2023
50. The calculating stars (The calculating Stars, 2018) di Mary Robinette Kowal, nuova collana: Urania Jumbo 50, dicembre 2023
51. Il lungo tramonto (The long Sunset - An Academy Novel, 2018) di Jack McDevitt, nuova collana: Urania Jumbo 51, gennaio 2024
52. Murderbot. I diari della macchina assassina (All Systems Red, 2017; Artificial Conditions, 2018; Rogue Protocol, 2018; Exit Strategy, 2018) di Martha Wells, nuova collana: Urania Jumbo 52, febbraio 2024
53. Agency (Agency, 2020) di William Gibson, nuova collana: Urania Jumbo 53, marzo 2024
54. Il ritorno della Demetra (Eversion, 2022) di Alastair Reynolds, nuova collana: Urania Jumbo 54, aprile 2024
55. La città che siamo diventati (The City We Became, 2020) di N. K. Jemisin, nuova collana: Urania Jumbo 55, maggio 2024
56. Il destino del cielo (The Fated Sky, 2018) di Mary Robinette Kowal, nuova collana: Urania Jumbo 56, giugno 2024
57. Matter (Matter, 2008) di Iain Banks, nuova collana: Urania Jumbo 57, luglio 2024
58. Pandora (Pandora's star, 2004) - prima parte di Peter F. Hamilton, nuova collana: Urania Jumbo 58, agosto 2024 [20]
59. Pandora (Pandora's star, 2004) - seconda parte di Peter F. Hamilton, nuova collana: Urania Jumbo 59, settembre 2024 [20]
60. Vagamondi (Vagabonds 流浪苍穹, 2020) di Hao Jingfang, nuova collana: Urania Jumbo 60, ottobre 2024
61. Teleport (Teleport, 2022) di Joshua T. Calvert, nuova collana: Urania Jumbo 61, novembre 2024
62. Spin (Spin, 2005) di Robert Charles Wilson, nuova collana: Urania Jumbo 62, dicembre 2024
63. Ready Player Two (Ready player two, 2020) di Ernest Cline, nuova collana: Urania Jumbo 63, gennaio 2025
64. Contact (Contact, 1985) di Carl Sagan, nuova collana: Urania Jumbo 64, febbraio 2025
65. Luna implacabile (The Relentless Moon, 2020) di Mary Robinette Kowal, nuova collana: Urania Jumbo 65, marzo 2025
66. Un ricordo chiamato impero (A Memory Called Empire, 2019) di Arkady Martine, nuova collana: Urania Jumbo 66, marzo 2025 [21]
67. Pandora: Tradimento (Judas Unchained, 2005) di Peter F. Hamilton, nuova collana: Urania Jumbo 67, maggio 2025 [20]
68. Pandora: Giuda (Judas Unchained, 2005) di Peter F. Hamilton, nuova collana: Urania Jumbo 68, giugno 2025 [20]
69. Lassù oltre il cielo (Steal Across the Sky, 2009) di Nancy Kress, nuova collana: Urania Jumbo 69, luglio 2025
70. Red planet blues (Red planet blues, 2013) di Robert J. Sawyer, nuova collana: Urania Jumbo 70, agosto 2025